# Royal Rumble (2000)
O Royal Rumble (2000) foi o 13º evento anual pay-per-view (PPV) de luta profissional do Royal Rumble produzido pela World Wrestling Federation (WWF, agora WWE). Aconteceu em 23 de janeiro de 2000, no Madison Square Garden, em Nova Iorque, Nova Iorque. Seis combates foram disputadas no card do evento. Royal Rumble (1997)
Como tem sido habitual desde 1993, o vencedor do Royal Rumble recebe uma luta pelo campeonato mundial na WrestleMania daquele ano. Para o evento de 2000, o vencedor recebeu uma luta pelo Campeonato da WWF na WrestleMania 2000. O evento principal foi a luta Royal Rumble de 2000, que The Rock venceu ao eliminar Big Show por último. O card incluiu também uma luta de rua entre Triple H e Cactus Jack pelo Campeonato da WWF, que Triple H venceu para manter o título, um combate triplo pelo Campeonato Intercontinental da WWF e The New Age Outlaws (Billy Gunn e Road Dogg) derrotando The Acólitos (Bradshaw e Faarooq) para manter o Campeonato de Duplas da WWF.
Este Royal Rumble foi o primeiro evento pay-per-view da WWF a ser transmitido na televisão no Reino Unido, já que o Channel 4 havia adquirido os direitos de transmissão da programação da World Wrestling Federation naquele ano. O Royal Rumble foi ao ar ao vivo, com intervalos comerciais - um formato que foi alterado para PPVs posteriores no Channel 4. O evento foi nomeado como um dos "15 melhores pay-per-views de todos os tempos" pela WWE, com a luta de rua sendo aclamada pela crítica entre vários revisores.

## Produção
O Royal Rumble é um pay-per-view (PPV) anual, produzido todo mês de janeiro pela World Wrestling Federation (WWF, agora WWE) desde 1988. É um dos quatro pay-per-views originais da promoção, junto com WrestleMania, SummerSlam e Survivor Series, que foram apelidados de "Big Four", e foi considerado um dos "Big Five", junto com King of the Ring. É nomeado após o combate Royal Rumble, uma batalha real modificada na qual os participantes entram em intervalos cronometrados, em vez de todos começarem no ringue ao mesmo tempo. A luta geralmente apresenta 30 lutadores e o vencedor tradicionalmente ganha uma luta pelo campeonato mundial na WrestleMania daquele ano. Para 2000, o vencedor ganhou uma luta pelo Campeonato da WWF na WrestleMania 2000. O evento de 2000 foi o 13º na cronologia do Royal Rumble e estava programado para ser realizado em 23 de janeiro de 2000, no Madison Square Garden em Nova Iorque, Nova Iorque.

### Histórias
O card foi composto por seis combates. As lutas resultaram de histórias roteirizadas, onde os lutadores retratavam heróis, vilões ou personagens menos distinguíveis para criar tensão e culminaram em uma luta ou série de lutas. Os resultados foram predeterminados pelos escritores do WWF, com histórias produzidas em seus programas de televisão semanais, Raw e SmackDown!.

#### Campeonato da WWF
A principal rivalidade do evento foi entre Triple H e Mick Foley. No Armageddon no mês anterior, Stephanie McMahon se virou contra seu pai Vince durante sua luta com Triple H, com quem ele estava brigando e que (no enredo) se casou com Stephanie contra sua vontade em um casamento drive-through. Vince e seu filho, Shane McMahon, deixaram a empresa na noite seguinte por raiva. Isso deixou Stephanie, que começou a se referir a si mesma como Stephanie McMahon-Helmsley, no controle e ela e seu marido formaram a Era McMahon-Helmsley com Road Dogg, Billy Gunn e X-Pac, onde eles decidiram tornar a vida miserável para todos. de seus inimigos no WWF.
Dois dos maiores alvos do grupo foram The Rock 'N' Sock Connection, a equipe de Mankind (Foley) e The Rock. Mankind foi um dos opositores ao que Triple H e Stephanie estavam fazendo, e no episódio de 27 de dezembro de 1999 do Raw is War, Triple H decidiu que a empresa “não era grande o suficiente” para os três e forçou Mankind e Rock a se enfrentarem em uma Pink Slip on a Pole match mais tarde naquela noite. Rock venceu o combate, o que significou que Mankind foi demitido da empresa. Triple H então começou a apresentar um imitador de Mankind (Dennis Knight) na tentativa de zombar dele; Foley acabaria por enfrentar e espancar o impostor no SmackDown! em 6 de janeiro de 2000.
No episódio de 10 de janeiro do Raw is War, The Rock trouxe todos os superstars para o ringue, exigindo que Foley fosse reintegrado ou toda a lista sairia. Triple H, que havia derrotado The Big Show para recuperar o Campeonato da WWF na semana anterior, concordou e recontratou Foley, que prontamente solicitou uma luta de rua pelo Campeonato da WWF no Royal Rumble. Foley e Triple H lutaram em uma luta de duplas de quatro contra quatro mais tarde naquela noite. Triple H derrotou Foley depois de usar o ring bell e entregar dois Pedigrees. Após a luta, Foley tirou a máscara e atacou Triple H.
No episódio de 13 de janeiro do SmackDown!, Triple H chamou Foley novamente apenas para que o imitador de Mankind aparecesse. Quando Foley saiu momentos depois, ele revelou a Triple H que estava pensando sobre o que era Mankind e declarou que "Mankind" não estava pronto para enfrentá-lo pelo título no Royal Rumble. Em vez disso, ele disse que os fãs mereciam um substituto; ele então tirou sua máscara e camisa e gravata para revelar uma camisa preta “Wanted Dead” por baixo e revelou a Triple H que, em vez de enfrentar Mankind, ele estaria enfrentando o muito mais brutal e violento Cactus Jack.

#### Luta Royal Rumble/Rock vs. Big Show
A preparação para a luta Royal Rumble começou em 10 de janeiro, quando The Rock anunciou sua participação na luta e uma semana depois garantiu a vitória. The Big Show, que havia perdido o Campeonato da WWF na semana anterior, também declarou sua intenção de vencer a luta.
O sangue ruim começou a se espalhar entre os dois vários dias antes no SmackDown, quando os dois estavam envolvidos em uma luta de duplas onde Big Show abandonou The Rock depois de alegar que não pensava muito nele. Mais tarde naquela noite, Rock e Big Show enfrentaram os New Age Outlaws. No final, Big Show atacou The Rock, que então atingiu Big Show com uma cadeira de aço e um People's Elbow. No episódio de 20 de janeiro do SmackDown!, um confronto entre The Big Show e The Rock foi interrompido por Tori, que declarou Kane o favorito, levando a uma luta Triple Threat Over-the-Top-Rope Lumberjack. Na luta, Big Show eliminou The Rock com um chokeslam, e Kane eliminou The Big Show com um back body drop para vencer, provocando uma luta envolvendo todos os competidores e lumberjack.

#### Campeonato Intercontinental
Outra rivalidade do evento foi entre Chris Jericho, Chyna e Hardcore Holly pelo Campeonato Intercontinental da WWF. Chyna e Jericho vinham brigando pelo Intercontinental Championship há algum tempo. Depois que Chyna derrotou Jeff Jarrett para ganhar o título no No Mercy em outubro de 1999, Jericho começou a desafiá-la por isso. Depois de perder no Survivor Series, Jericho destronou Chyna no Armageddon. Chyna então começou a ajudar Jericho aleatoriamente em suas defesas de título, alegando que ela queria garantir que ele permanecesse campeão para que ela pudesse recuperar o título dele.
Na edição de 30 de dezembro do SmackDown, Chyna e Jericho lutaram em uma luta que terminou em um double pin. Em vez de declarar a partida empatada e manter o cinturão com Jericho, Stephanie McMahon-Helmsley declarou Jericho e Chyna como campeões intercontinentais. Isso significava que tanto Chyna quanto Jericho defenderiam o cinturão, embora separadamente, e se um deles perdesse uma defesa de título, ambos perderiam o título.
Como nem Chyna nem Jericho queriam ser os únicos a perder o título, os dois lutadores começaram a interferir nas lutas um do outro para garantir que eles mantivessem o Campeonato Intercontinental até que uma luta para resolver a disputa pudesse ser assinada. Isso acabou atraindo o Hardcore Holly, pois ele desafiou os dois lutadores pelo título apenas para ficar aquém a cada vez. Holly eventualmente desafiou os co-campeões para uma luta no Royal Rumble, e uma luta pelo título triple threat foi assinada.

## Evento
| Papel:                    | Nome:             |
| ------------------------- | ----------------- |
| Comentaristas em inglês   | Jim Ross          |
| Comentaristas em inglês   | Jerry Lawler      |
| Comentaristas em espanhol | Carlos Cabrera    |
| Comentaristas em espanhol | Hugo Savinovich   |
| Entrevistadores           | Jonathan Coachman |
| Entrevistadores           | Michael Cole      |
| Anunciador de ringue      | Howard Finkel     |
| WWF New York              | Linda McMahon     |
| Árbitros                  | Jack Doan         |
| Árbitros                  | Earl Hebner       |
| Árbitros                  | Jim Korderas      |
| Árbitros                  | Theodore Long     |
| Árbitros                  | Chad Patton       |
| Árbitros                  | Mike Sparks       |
| Árbitros                  | Tim White         |

### Sunday Night Heat
O pay-per-view foi precedido por um episódio do Sunday Night Heat, que foi ao ar ao vivo na USA Network e incluiu entrevistas nos bastidores do Madison Square Garden, bem como vários participantes sorteando seus números de entrada para a partida Royal Rumble. Um chateado Kaientai e The Mean Street Posse foram mostrados nos bastidores não sendo capazes de sortear números porque lhes foi negada a entrada na luta Rumble. The Big Show também fez uma promo ao vivo no ringue falando sobre sua entrada na luta Rumble.

### Evento principal

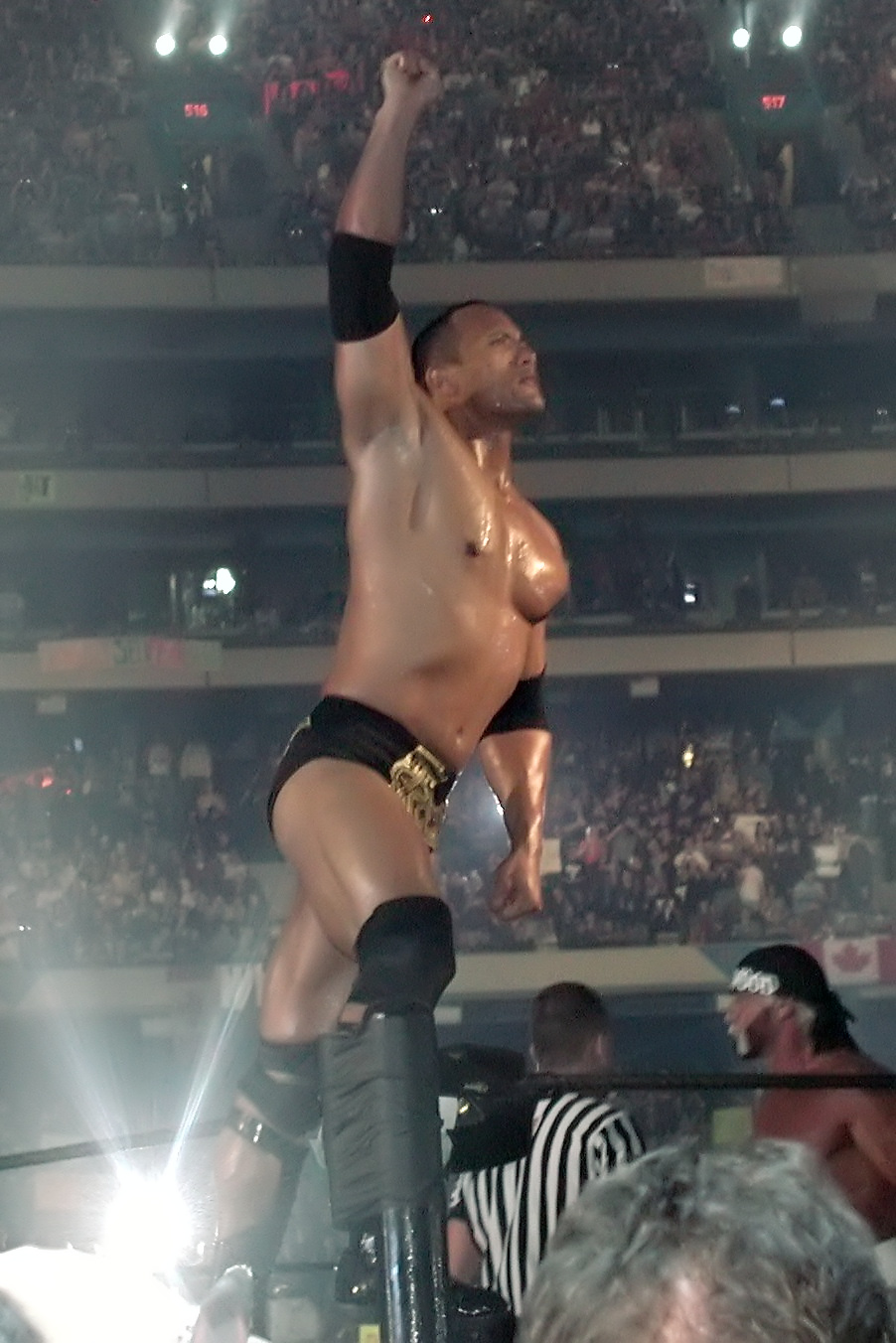
The Rock, vencedor da luta Royal Rumble de 2000.

O evento principal foi a luta Royal Rumble. Durante a luta, os não participantes Kaientai (Funaki e Taka Michinoku) repetidamente e aleatoriamente entraram no ringue e atacaram os participantes. Eles foram expulsos logo após cada vez. Rikishi, o quinto participante, dominou ao entrar e eliminou todos, exceto o Grand Master Sexay. Scotty 2 Hotty entrou em seguida, e os três membros do Too Cool dançaram no ringue até Rikishi eliminar os outros dois e continuaram a dançar. Rikishi eliminou o primeiro ao oitavo participante. The Big Boss Man, o nono participante, recusou-se a entrar no ringue até que Test, o participante seguinte, o jogou. Durante a segunda interferência de Kaientai, Taka foi ferido quando foi expulso do ringue e enviado para o hospital. Funaki continuou a interferir sozinho. Foram necessários seis homens para eliminar Rikishi. Depois que Faarooq, o décimo oitavo participante, entrou, os não participantes Mean Street Posse saíram e atacaram Faarooq, ajudando The Big Boss Man a eliminá-lo. Bradshaw, entrando em vigésimo sétimo, foi atacado pelo Mean Street Posse e eliminado logo depois. Faarooq saiu e, com Bradshaw, lutou com o Mean Street Posse nos bastidores.
Os quatro participantes finais da luta Royal Rumble foram The Rock, The Big Show, Kane e X-Pac. Os New Age Outlaws puxaram Kane para fora do ringue e o atacaram. The Rock eliminou X-Pac, mas os árbitros estavam preocupados com Kane e não viram isso. X-Pac voltou a entrar no jogo. Kane acertou um enzuigiri e um scoop slam no The Big Show, mas X-Pac então eliminou Kane com um spinning heel kick. X-Pac atingiu The Big Show com um Bronco buster, mas The Big Show o eliminou com um gorila press drop, deixando The Rock e The Big Show. The Rock realizou um Spinebuster e um People's Elbow, mas Big Show voltou com um chokeslam. The Big Show tinha The Rock em seu ombro e tentou jogá-lo por cima da corda superior, mas The Rock se pendurou na corda e puxou The Big Show. The Rock venceu a partida.

## Recepção
Em 2011, Jack Bramma do 411Mania deu ao evento uma classificação de 8.0 [Muito Bom], escrevendo: "Fácil, fácil polegares para cima. Triple H-Cactus Jack é uma luta hardcore com alguma psicologia e conta uma história incrível. Um dos melhores brigas que você vai ver. O jogo de mesa é um corpo a corpo frenético e um dos meus favoritos de 10 minutos de todos os tempos. A estreia de Taz e a ovação estridente da multidão e o resto é bom o suficiente para acompanhar. Mas, por favor, pelo amor de Deus , não assista ao concurso Miss Rumble."

## Após o evento
A rivalidade de Triple H e Cactus Jack continuou em No Way Out, o seguinte pay-per-view. No episódio de 31 de janeiro do Raw is War, Jack lutou contra Triple H em uma luta onde Mick Foley derrotou Triple H. Na semana seguinte, Triple H, na tentativa de acabar com a rivalidade, fez uma luta entre os dois pelo Campeonato da WWF no No Way Out, mas Foley teria que se aposentar se perdesse. Jack então decidiu que a luta seria um Hell in a Cell.
A rivalidade entre Big Show e The Rock, que estava em sua infância na época, começou em alta velocidade após a finalização da luta Royal Rumble. Enquanto as câmeras de televisão nunca mostraram isso para o público, a sequência em que Rock usou o impulso de Big Show para eliminar o Big Show e se puxar de volta ao ringue terminou com Rock acidentalmente tocando o chão com os dois pés antes que os pés de Big Show batessem. O movimento não intencional foi trabalhado na disputa, onde Big Show começou a alegar que Rock havia tocado primeiro e que ele tinha evidências indiscutíveis em vídeo de sua vitória (que consistia em uma foto de uma câmera diferente filmando o lado do ringue onde a eliminação ocorreu , e que comprovou claramente a afirmação de Big Show). Uma vez que a evidência foi mostrada a Triple H, Big Show recebeu uma luta com Rock no No Way Out pela luta pelo título da WrestleMania.
A rivalidade entre Chris Jericho, Chyna e Hardcore Holly terminou quando Holly não conseguiu ganhar o Campeonato Intercontinental da WWF de Jericho, e Chyna se alinhou com Jericho, que passou a rivalizar com Kurt Angle. Angle ganhou o Campeonato Europeu da WWF no episódio de 10 de fevereiro do SmackDown!, e no episódio de 14 de fevereiro do Raw is War, Angle desafiou Jericho para uma luta pelo Campeonato Intercontinental da WWF no No Way Out.
A rivalidade entre os Hardy Boyz e os Dudley Boyz continuou, com Edge e Christian se juntando à rivalidade. Embora inicialmente mostrando respeito, os Dudley Boyz atacaram os Hardy Boyz durante sua luta no episódio de 24 de janeiro do Raw is War. No episódio de 27 de janeiro do SmackDown!, Edge e Christian apoiaram os Hardy Boyz e lutaram contra os Dudley Boyz, que colocaram Edge e Christian em uma mesa. No episódio de 31 de janeiro do Raw is War, os Hardy Boyz colocaram os Dudley Boyz em mesas e, mais tarde, os Dudley Boyz colocaram os Hardy Boyz em três mesas empilhadas. No Raw is War de 14 de fevereiro, D-Von Dudley derrotou Edge e Jeff Hardy para ganhar uma chance pelo Campeonato de Duplas da WWF no No Way Out, iniciando sua rivalidade com os campeões New Age Outlaws. Também durante a partida, os Hardy Boyz tiveram um confronto com Edge e Christian, iniciando sua rivalidade. Eles também teriam uma partida no No Way Out.

## Resultados
| Nº                                          | Resultados                                                                                            | Estipulações                                                                               | Tempo |
| ------------------------------------------- | --- | ------------------------------------------------------------------------------------------ | ----- |
| 1                                           | Tazz derrotou Kurt Angle por submissão                                                                | Luta individual                                                                            | 3:16  |
| 2                                           | The Hardy Boyz (Jeff Hardy e Matt Hardy) derrotaram The Dudley Boyz (Bubba Ray Dudley e D-Von Dudley) | Inaugural Luta de duplas de mesas                                                          | 10:17 |
| 3                                           | Chris Jericho (c) derrotou Chyna (c) e Hardcore Holly                                                 | Luta Triple threat pelo Campeonato Intercontinental Indiscutível da WWF                    | 7:30  |
| 4                                           | The New Age Outlaws (Billy Gunn e Road Dogg) (c) derrotaram The Acolytes (Bradshaw e Faarooq)         | Luta de duplas pelo Campeonato Mundial de Duplas da WWF                                    | 2:35  |
| 5                                           | Triple H (c) derrotou Cactus Jack                                                                     | Luta Street Fight pelo Campeonato da WWF                                                   | 26:55 |
| 6                                           | The Rock venceu eliminando por ultimo Big Show                                                        | Luta Royal Rumble de 30 lutadores por uma luta pelo Campeonato da WWF na WrestleMania 2000 | 51:48 |
| (c) – Refere-se aos campeões antes da luta. | |                                                                                            |       |

### Entradas e eliminações da luta Royal Rumble
Um novo participante entrou a cada 90 segundos.
| Nº | Lutador             | Ordem de eliminação | Eliminado por                                                         | Tempo | Eliminações |
| -- | ------------------- | ------------------- | --------------------------------------------------------------------- | ----- | ----------- |
| 1  | D'Lo Brown          | 3                   | Rikishi                                                               | 06:08 | 0           |
| 2  | Grand Master Sexay  | 4                   | Rikishi                                                               | 07:42 | 0           |
| 3  | Mosh                | 1                   | Rikishi                                                               | 03:37 | 0           |
| 4  | Christian           | 2                   | Rikishi                                                               | 02:08 | 0           |
| 5  | Rikishi             | 8                   | Big Boss Man, Bob Backlund, Edge, Gangrel, Test & The British Bulldog | 16:23 | 7           |
| 6  | Scotty 2 Hotty      | 5                   | Rikishi                                                               | 01:02 | 0           |
| 7  | Steve Blackman      | 6                   | Rikishi                                                               | 00:44 | 0           |
| 8  | Viscera             | 7                   | Rikishi                                                               | 01:25 | 0           |
| 9  | Big Boss Man        | 15                  | The Rock                                                              | 22:47 | 3           |
| 10 | Test                | 17                  | Big Show                                                              | 26:17 | 1           |
| 11 | The British Bulldog | 13                  | Road Dogg                                                             | 15:22 | 1           |
| 12 | Gangrel             | 18                  | Big Show                                                              | 23:19 | 1           |
| 13 | Edge                | 14                  | Al Snow & Val Venis                                                   | 14:48 | 1           |
| 14 | Bob Backlund        | 9                   | Chris Jericho                                                         | 02:00 | 1           |
| 15 | Chris Jericho       | 10                  | Chyna                                                                 | 03:47 | 1           |
| 16 | Crash Holly         | 16                  | The Rock                                                              | 14:54 | 0           |
| 17 | Chyna               | 11                  | Big Boss Man                                                          | 00:38 | 1           |
| 18 | Faarooq             | 12                  | Big Boss Man                                                          | 00:18 | 0           |
| 19 | Road Dogg           | 25                  | Billy Gunn                                                            | 19:02 | 2           |
| 20 | Al Snow             | 24                  | The Rock                                                              | 17:17 | 2           |
| 21 | Val Venis           | 20                  | Kane                                                                  | 11:47 | 1           |
| 22 | Prince Albert       | 21                  | Kane                                                                  | 11:23 | 0           |
| 23 | Hardcore Holly      | 22                  | Al Snow                                                               | 11:48 | 0           |
| 24 | The Rock            | -                   | Vencedor                                                              | 14:47 | 4           |
| 25 | Billy Gunn          | 26                  | Kane                                                                  | 09:38 | 2           |
| 26 | Big Show            | 29                  | The Rock                                                              | 11:12 | 4           |
| 27 | Bradshaw            | 19                  | Billy Gunn & Road Dogg                                                | 00:25 | 0           |
| 28 | Kane                | 27                  | X-Pac                                                                 | 06:11 | 3           |
| 29 | The Godfather       | 23                  | Big Show                                                              | 01:32 | 0           |
| 30 | X-Pac               | 28                  | Big Show                                                              | 03:32 | 1           |

↑ X-Pac foi originalmente jogado fora por The Rock. No entanto, os árbitros estavam distraídos com os Outlaws batendo em Kane, então ele voltou ao ringue, então depois que os Outlaws saíram e Kane e os árbitros voltaram, Big Show eliminou X-Pac.
↑ No final da partida, Big Show estava prestes a jogar The Rock por cima da corda. Ambos os superstars passaram por cima da corda, mas antes que os pés do Big Show tocassem o chão, os pés do Rock já estavam no chão da arena. Isso foi ignorado e o Rock foi declarado vencedor como planejado.